# جبل سنجول
 جبل سنجول  ( بالفارسية: كوه سنچول )، (ارتفاعه بين 3800 – 4000 قدم.يمتد من الشرق إلى الغرب). جبل مشهور في منطقة بر فارس، 
وتقع في محافظة هرمزگان في جنوب إيران.
يتميز جبل « سنجول » بوجود الأشجار المختلفة، كالبيذام والصعتر والفوطن والشيخ والحرمل والسدر والسمر والسلم، ومعظم هذه الأشجار والشجيرات تستخدم في الأدوية المحلية بالإضافة إلى وجود شجر « العود » بهذا الجبل. كما يوجد في « جبل نادردون » شمال قرية باغو غربي منبع الفلج كميات من النطف غير مستغله بالإضافة إلى الغاز. 

## الحيوانات والطيور
كما تعيش في هذا الجبل قطعان من الغزلان والوعول بالإضافة إلى بعض الحيوانات المفترسة كالنمور، والفهود والذئاب، والضباع. كذلك حيوانات أخرى مثل الثعلب والأراتب وغيرها. هذا بالإضافة إلى وجود نحل العسل حيث تنتشر خلاياه في الجبل بكثرة، ويعتبر جزء من مصادر دخل أهل المنطقة. ويوجد في وسط المنطقة جبل ساحلي يبدأ غرباً من منطقة « خور كاره » ويمتد موازياً للساحل شرقاً إلى شرق قرية (تاوونه) حيث يمتد شمالاً ثم شرقاً إلى قرية (نيرم) وتختلف أسماؤه باختلاف المناطق: فمن منطقة خوركاه إلى رأس بالدود يسمى « جبل شيروه »، ومن رأس بالدود إلى رأس مويه من جهة الجنوب يسمى « جبل كلات » نسبة إلى قرية (كلات)، ومن رأس مويه إلى شرقي تاوونه يسمى « جبل تاوونه » نسبة إليها، ومن جهة الشمال من قرية القريشة إلى وادي الطوق يسمى « جبل مرباخ »، ومن وادي الطوق إلى قرية غدير البحرية يسمى « جبل كوسور »، ومن قرية غدير البحرية إلى مدخل (الخوم) يسمى « جبل كلنكوه »، ومن مدخل الخوم إلى نيرم يسمى « جبل خُم » ويبلغ ارتفاع الجبل بمسمياته المختلفة من خور ماه إلى شمال قرية تاوون بين 2000 إلى 3000 قدم عن سطح البحر، أما مميزاته وخصائصه من الجهة الشمالية فهي: من وادي (ساركوه) الواقع شرقي قرية القريشة، إلى وادي الطوق الواقع شرقي قرية مرباخ، جبل غني بمعادنه الثمينة، وأحجاره الكريمة النفيسة من مختلف الألوان والأشكال كالفيروز وغيره. كما يوجد به الرخام بكميات كبيرة وأنواع مختلفة. أما من حيث الأشجار فهو غني كذلك بأشجاره المفيدة مثل التين والصعتر والفوطن والشيح والجعدة والسمر والسلم والسدر. كما تكثر فيه قطعان الوعول والغزلان بالإضافة إلى الطيور بأنواعها المختلفة كـ: القمري والدراج والصفرد وحمام البري المطوق والقطا والقوبعة والحجل وهدهد وأم سالم وصعوة وألأدرج وغيرها من الطيور البرية المختلفة. ويعد بمواصفاته هذه من أغنى جبال المنطقة من جميع النواحي.

## غار برزيده
ومن العجائب التي توجد في هذا الجبل غار يسمى (غار برزيده) يقع جنوبي قرية مرباخ ويبعد عنها مسافة 7 كيلومترات، والعجب في هذا الغار أنه في شدة أيام الحر في المنطقة التي توافق برج الأسد يكون جوه بارداً جداً بدرجة 10 درجات مئوية فوق الصفر تقريباً. واتساع هذا الغار 50 متراً طولاً وعرضاً وليس له الا مدخل واحد ارتفاعه متر واحد وعرضه ثلاثة أمتار.